# William Ryder (maire)
Pour les articles homonymes, voir Ryder.
Sir William Ryder (née en 1544 et mort le 30 août 1611) était un marchand et homme politique anglais qui fut lord-maire de Londres en 1600. En tant que maire, il a joué un rôle de premier plan dans la fin de la rébellion menée par le comte d'Essex, en proclamant publiquement qu'Essex était un traître, faisant immédiatement fait disparaître une grande partie de ses partisans,.
Ryder était membre de la Haberdasher's Company, l'une des sociétés de livrée de Londres. Il a été shérif de la ville de Londres en 1592, échevin en 1595 et lord-maire de Londres de 1600 à 1601. Il épousa Elizabeth, la fille de Richard Stone. Il eut un fils Ferdinando, qui le précéda dans la tombe, et deux filles : Mary, épouse de Sir Thomas Lake, secrétaire d'État, et Susan, troisième épouse de Sir Thomas Caesar, député et baron de l'Échiquier. Il fut fait chevalier en 1601. A la mort de son frère Edward Ryder en 1609, il acquiert le manoir de Leyton Grange dans l'Essex ; ce manoir appartenait auparavant à Oliver Cromwell, oncle du Lord Protector homonyme. À la mort de Ryder, en 1611, le manoir fut transmis à ses filles.